# Coleanthera coelophylla
Coleanthera coelophylla är en ljungväxtart som först beskrevs av Dc., och fick sitt nu gällande namn av George Bentham. Coleanthera coelophylla ingår i släktet Coleanthera, och familjen ljungväxter. Inga underarter finns listade i Catalogue of Life.